# Список опер на французском языке
Оперы на французском языке — произведения композиторов различных европейских стран, чья премьера состоялась на французском языке, либо же либретто первоначально писалось именно для исполнения на французском языке, хотя из-за различных обстоятельств премьера могла произойти в переводе, а также переведенные позже на французский язык по желанию автора.
Самой популярной франкоязычной оперой в течение последнего столетия остается «Кармен» Бизе, а арией — «Хабанера» из неё.

## История
Основная статья: French opera
Создание опер на французском языке в большинстве случаев было вызвано какими-то особыми обстоятельствами, ситуацией заказа, так как большинство европейских композиторов всех национальностей предпочитало творить по итальянскому либретто.
Видное количество таких произведений в XVII—XVIII веках было связано с мощным положением Франции в это время и богатством её придворного быта, так как эти постановки, в первую очередь, предназначались для ушей короля. Популярным жанром этого периода была tragédie en musique (как правило, на основе античной мифологии), часто они включали в себя балет. Становление и расцвет жанра связаны с творчеством Жана-Батиста Люлли и его постоянного либреттиста Филиппа Кино. Благодаря Люлли опера заняла главенствующее место во французской музыке. Кроме Люлли наиболее значительным автором музыкальной трагедии считается Жан-Филипп Рамо, пять произведений которого считаются одними из лучших в этом жанре.
Другой пик франкоязычных опер приходится на 2-ю половину — начало XIX века, когда Париж стал общемировым культурным центром, а Парижская Опера богатела от средств буржуазии.

## Список
Год — в большинстве случаев год премьеры произведения, за неимением его берется дата написания.

### XVII век
| Год  | Русское название                | Французское название                    | Композитор                                  | Примечание             |
| ---- | ------------------------------- | --------------------------------------- | ------------------------------------------- | ---------------------- |
| 1673 | «Кадм и Гермиона»               | Cadmus et Hermione (en)                 | Люлли, Жан-Батист                           |                        |
| 1674 | «Альцеста»                      | Alceste, ou Le triomphe d’Alcide (en)   | Люлли, Жан-Батист                           |                        |
| 1676 | «Аттис»                         | Atys (en)                               | Люлли, Жан-Батист                           |                        |
| 1679 | «Беллерофонт»                   | Bellérophon (en)                        | Люлли, Жан-Батист                           |                        |
| 1683 | «Актеон»                        | Actéon (en)                             | Шарпантье, Марк Антуан                      |                        |
| 1684 | «Амадис»                        | Amadis (en)                             | Люлли, Жан-Батист                           |                        |
| 1685 | «Цветущие искусства»            | Les arts florissants (en)               | Шарпантье, Марк Антуан                      |                        |
| 1686 | «Акид и Галатея»                | Acis et Galatée (en)                    | Люлли, Жан-Батист                           |                        |
| 1686 | «Армида»                        | Armide ou Armide et Renaud              | Люлли, Жан-Батист                           |                        |
| 1694 | «Кефал и Прокрида»              | Céphale et Procris (en)                 | Жаке де ла Герр, Элизабет                   |                        |
| 1687 | «Ахилл и Поликсена»             | Achille et Polyxène (en)                | Люлли, Жан-Батист (завершил Паскаль Коласс) |                        |
| 1687 | «Галантная Европа»              | L’Europe galante, ballet mis en musique | Кампра, Андре                               | Опера-балет            |
| 1698 | «Венера, галантное празднество» | Vénus, feste galante                    | Кампра, Андре                               | Одноактная опера-балет |
| 1699 | «Венецианский карнавал»         | Le carnaval de Venise                   | Кампра, Андре                               | Опера-балет            |

### XVIII век
| Год   | Русское название                                           | Французское название                                                                   | Композитор                      | Примечание |  |
| ----- | ---------------------------------------------------------- | -------------------------------------------------------------------------------------- | ------------------------------- | --- |  |
| 1705  | «Альсина»                                                  | Alcine (en)                                                                            | Кампра, Андре                   | |  |
| 1706  | «Алкиона»                                                  | Alcyone (en)                                                                           | Маре, Марен                     | |  |
| 1712  | «Каллироя»                                                 | Callirhoé (en)                                                                         | Кардинал-Детуш, Андре           | |  |
| 1714  | «Женитьба Рагонды и Колена»                                | Les amours de Ragonde, Le mariage de Ragonde et de Colin ou La Veillée de Village (en) | Жан-Жозеф Муре                  | |  |
| 1718  | «Века»                                                     | Les âges (en)                                                                          | Кампра, Андре                   | Опера-балет                                                                                                   |  |
| 1735  | «Галантная Индия»                                          | Les Indes galantes                                                                     | Рамо, Жан-Филипп                | Опера-балет                                                                                                   |  |
| 1737  | «Кастор и Поллукс»                                         | Castor et Pollux (en)                                                                  | Рамо, Жан-Филипп                | |  |
| 1739  | «Дардан»                                                   | Dardanus (en)                                                                          | Рамо, Жан-Филипп                | |  |
| 1751  | «Акант и Цефис»                                            | Acante et Céphise, ou La sympathie (en)                                                | Рамо, Жан-Филипп                | |  |
| 1753  | «Дафнис и Эгле»                                            | Daphnis et Eglé (en)                                                                   | Рамо, Жан-Филипп                | |  |
| 1754  | «Анакреон»                                                 | Anacréon (en)                                                                          | Рамо, Жан-Филипп                | Рамо написал две одноимённые оперы, причем вторая является переработкой более ранней Les surprises de l’Amour |  |
| 1757  | «Анакреон»                                                 | Anacréon (en)                                                                          | Рамо, Жан-Филипп                | |  |
| 1759  | «Сапожник Блез»                                            | Blaise le savetier (en)                                                                | Филидор, Франсуа-Андре Даникан  | |  |
| 1761  | «Одураченный кади»                                         | Le cadi dupé (en)                                                                      | Глюк, Кристоф Виллибальд        | |  |
| 1763? | «Бореады»                                                  | Les Boréades (en)                                                                      | Рамо, Жан-Филипп                | Нет известной даты премьеры                                                                                   |  |
| 1764  | «Орфей и Эвридика»                                         | Orphée et Eurydice                                                                     | Глюк, Кристоф Виллибальд        | Первоначальный вариант — итальянский                                                                          |  |
| 1771  | «Земира и Азор»                                            | Zémire et Azor                                                                         | Гретри, Андре                   | Опера-балет                                                                                                   |  |
| 1777  | «Армида»                                                   | Armide (en)                                                                            | Глюк, Кристоф Виллибальд        | |  |
| 1778  | «Александр и Роксана»                                      | Alexandre et Roxane (en)                                                               | Моцарт, Вольфганг Амадей        | Не была поставлена                                                                                            |  |
| 1778  | «Неверные понятия, или Завистливый любовник»               | L’amant jaloux, ou Les fausses apparences (en)                                         | Гретри, Андре                   | |  |
| 1779  | «Окассин и Николетта, или Обычаи хорошего старого времени» | Aucassin et Nicolette, ou Les moeurs du bon vieux tems (en)                            | Гретри, Андре                   | |  |
| 1779  | «Амадис Галльский»                                         | Amadis de Gaule (en)                                                                   | Бах, Иоганн Христиан            | |  |
| 1780  | «Андромаха»                                                | Andromaque (en)                                                                        | Гретри, Андре                   | |  |
| 1780  | «Аттис»                                                    | Atys (en)                                                                              | Пиччини, Никколо                | |  |
| 1782  | «Колинетта при дворе, или Двойное испытание»               | Colinette à la cour, ou La double épreuve (en)                                         | Гретри, Андре                   | Опера-комик                                                                                                   |  |
| 1783  | «Каирский карнавал»                                        | La caravane du Caire (en)                                                              | Гретри, Андре                   | |  |
| 1784  | «Дардан»                                                   | Dardanus (en)                                                                          | Саккини, Антонио                | |  |
| 1784  | «Данаиды»                                                  | Les Danaïdes                                                                           | Сальери, Антонио                | |  |
| 1784  | «Ричард Львиное Сердце»                                    | Richard Coeur-de-lion                                                                  | Гретри, Андре                   | |  |
| 1785  | «Любовник-статуя»                                          | L’amant statue (en)                                                                    | Далейрак, Николя                | |  |
| 1786  | «Сокол Федериго дельи Альбериги»                           | Le faucon (en)                                                                         | Бортнянский, Дмитрий Степанович | |  |
| 1787  | «Тарар»                                                    | Tarare                                                                                 | Сальери, Антонио                | |  |
| 1792  | «Адриан»                                                   | Adrien (en)                                                                            | Мегюль, Этьенн                  | |  |
| 1793  | «Пещера»                                                   | La caverne, ou Le repentir (en)                                                        | Лесюэр, Жан Франсуа             | |  |
| 1794  | «Королевский конгресс»                                     | Le congrès des rois (en)                                                               | Коллектив авторов               | Либретто не обнаружено                                                                                        |  |
| 1799  | «Ариодант»                                                 | Ariodant (en)                                                                          | Мегюль, Этьенн                  | |  |
| 1800  | Багдадский халиф"                                          | Le calife de Bagdad (en)                                                               | Буальдьё, Франсуа Адриен        | |  |

### XIX век
| Год  | Русское название                  | Французское название                             | Композитор                         | Примечание                                                                                   |
| ---- | --------------------------------- | ------------------------------------------------ | ---------------------------------- | -------------------------------------------------------------------------------------------- |
| 1803 | «Анакреон, или Мимолетная любовь» | Anacréon, ou L’amour fugitif (en)                | Керубини, Луиджи                   |                                                                                              |
| 1810 | «Золушка»                         | Cendrillon (en)                                  | Изуар, Никола                      |                                                                                              |
| 1810 | «Крещендо»                        | Le crescendo (en)                                | Керубини, Луиджи                   | Опера-комик                                                                                  |
| 1811 | «Амазонки»                        | Les amazones, ou La fondation de Thèbes (en)     | Мегюль, Этьенн                     |                                                                                              |
| 1813 | «Абенсераги»                      | Les Abencérages, ou L'étendard de Grenade (en)   | Керубини, Луиджи                   |                                                                                              |
| 1825 | «Спящая красавица»                | La belle au bois dormant (en)                    | Карафа ди Колобрано, Микеле Энрико |                                                                                              |
| 1825 | «Белая дама»                      | La dame blanche (en)                             | Буальдьё, Франсуа Адриен           |                                                                                              |
| 1828 | «Граф Ори»                        | Le comte Ory                                     | Россини, Джоаккино                 |                                                                                              |
| 1829 | «Вильгельм Телль»                 | Guillaume Tell                                   | Россини, Джоаккино                 |                                                                                              |
| 1834 | «Шале»                            | Le chalet (en)                                   | Адан, Адольф Шарль                 |                                                                                              |
| 1835 | «Жидовка» («Дочь кардинала»)      | La Juive                                         | Галеви, Фроманталь Жак             |                                                                                              |
| 1835 | «Бронзовая лошадь»                | Le cheval de bronze (en)                         | Обер, Даниэль Франсуа Эспри        |                                                                                              |
| 1836 | «Посланница»                      | L’ambassadrice (en)                              | Обер, Даниэль Франсуа Эспри        |                                                                                              |
| 1838 | «Бенвенуто Челлини»               | Benvenuto Cellini                                | Берлиоз, Гектор                    |                                                                                              |
| 1839 | «Ангел Нисиды»                    | L’ange de Nisida (en)                            | Доницетти, Гаэтано                 | Театр разорился, премьера не состоялась. Опера переработана в его же «Фаворитку»             |
| 1840 | «Фаворитка»                       | La favorite                                      | Доницетти, Гаэтано                 | Переведена на итальянский в 1842, и устоялась в этом языке. Переработана из «Ангела Нисиды». |
| 1840 | Дочь полка                        | La fille du régiment                             | Доницетти, Гаэтано                 | Переведена на итальянский в 1847                                                             |
| 1843 | «Карл VI»                         | Charles VI (en)                                  | Галеви, Фроманталь Жак             |                                                                                              |
| 1845 | «Осуждение Фауста»                | La damnation de Faust                            | Берлиоз, Гектор                    |                                                                                              |
| 1856 |                                   | La bonne d’enfant (en)                           | Оффенбах, Жак                      | Опера-буф                                                                                    |
| 1860 | «Голубка»                         | La colombe (en)                                  | Гуно, Шарль                        |                                                                                              |
| 1861 | «Песенка Фортунио»                | La Chanson de Fortunio (en)                      | Оффенбах, Жак                      | Опера-буф                                                                                    |
| 1862 |                                   | Les bavards (en)                                 | Оффенбах, Жак                      | Опера-буф                                                                                    |
| 1862 | «Беатриче и Бенедикт»             | Béatrice et Bénédict (en)                        | Берлиоз, Гектор                    |                                                                                              |
| 1863 | «Троянцы»                         | Les Troyens                                      | Берлиоз, Гектор                    |                                                                                              |
| 1864 | «Елена Прекрасная»                | La belle Hélène (en)                             | Оффенбах, Жак                      | Опера-буф                                                                                    |
| 1865 | «Африканка»                       | L’Africaine (en)                                 | Мейербер, Джакомо                  |                                                                                              |
| 1865 | «Искатели жемчуга»                | Les pêcheurs de perles                           | Бизе, Жорж                         |                                                                                              |
| 1866 | «Синяя борода»                    | Barbe-bleue (en)                                 | Оффенбах, Жак                      | Опера-буф                                                                                    |
| 1867 | «Двоюродная бабушка»              | La grand’ tante                                  | Массне, Жюль                       |                                                                                              |
| 1867 | «Дон Карлос»                      | Don Carlos                                       | Верди, Джузеппе                    |                                                                                              |
| 1868 | «Хильперик»                       | Chilpéric (en)                                   | Эрве, Флоримон                     | Опера-буфф                                                                                   |
| 1869 | «Фауст»                           | Faust                                            | Гуно, Шарль Франсуа                |                                                                                              |
| 1869 |                                   | Les brigands (en)                                | Оффенбах, Жак                      | Опера-буф                                                                                    |
| 1875 | «Кармен»                          | Carmen                                           | Бизе, Жорж                         |                                                                                              |
| 1877 | «Король Лахорский»                | Le roi de Lahore                                 | Массне, Жюль                       |                                                                                              |
| 1877 | «Самсон и Далила»                 | Samson et Dalila                                 | Сен-Санс, Камиль                   | Премьера в немецком переводе опередила постановку оригинала                                  |
| 1877 | «Сен-Марс»                        | Cinq-Mars (Une conjuration sous Louis XIII) (en) | Гуно, Шарль                        |                                                                                              |
| 1877 | «Корневильские колокола»          | Les cloches de Corneville (en)                   | Планкет, Робер                     | Комическая опера                                                                             |
| 1881 | «Сказки Гофмана»                  | Les contes d’Hoffmann                            | Оффенбах, Жак                      | Премьера состоялась после смерти композитора в 1880 году                                     |
| 1881 | «Иродиада»                        | Hérodiade                                        | Массне, Жюль                       |                                                                                              |
| 1883 | «Лакме»                           | Lakmé                                            | Делиб, Лео                         |                                                                                              |
| 1884 | «Манон»                           | Manon                                            | Массне, Жюль                       |                                                                                              |
| 1884 |                                   | Bagatelle (en)                                   | Оффенбах, Жак                      | Опера-буф                                                                                    |
| 1885 | «Сид»                             | Le Cid                                           | Массне, Жюль                       |                                                                                              |
| 1885 | «Девушка из Беарна»               | La Béarnaise (en)                                | Мессаже, Андре                     |                                                                                              |
| 1887 | «Граждане Кале»                   | Le bourgeois de Calais (en)                      | Мессаже, Андре                     |                                                                                              |
| 1889 | «Эсклармонда»                     | Esclarmonde                                      | Массне, Жюль                       |                                                                                              |
| 1890 | «Базошь»                          | La Basoche (en)                                  | Мессаже, Андре                     |                                                                                              |
| 1890 | «Асканио»                         | Ascanio (en)                                     | Сен-Санс, Камиль                   |                                                                                              |
| 1892 | «Вертер»                          | Werther                                          | Массне, Жюль                       | Опера написана в 1886—1887 годах, немецкая премьера опередила французскую почти на год.      |
| 1893 | «Осада мельницы»                  | L’attaque du moulin (en)                         | Брюно, Альфред                     |                                                                                              |
| 1894 | «Таис»                            | Thaïs                                            | Массне, Жюль                       |                                                                                              |
| 1896 |                                   | Le chevalier d’Harmental (en)                    | Мессаже, Андре                     |                                                                                              |
| 1897 | «Брисеида»                        | Briséïs, or Les amants de Corinthe (en)          | Шабрие, Эмманюэль                  |                                                                                              |
| 1899 | «Золушка»                         | Cendrillon                                       | Массне, Жюль                       |                                                                                              |

### XX век
| Год  | Русское название         | Французское название             | Композитор                 | Примечание                                                             |
| ---- | ------------------------ | -------------------------------- | -------------------------- | ---------------------------------------------------------------------- |
| 1902 | «Жонглёр Богоматери»     | Le jongleur de Notre-Dame        | Массне, Жюль               |                                                                        |
| 1903 | «Золушка»                | Cendrillon (en)                  | Виардо, Полина             | Год написания неизвестен                                               |
| 1905 | «Керубино»               | Chérubin (en)                    | Массне, Жюль               |                                                                        |
| 1906 | «Ариадна»                | Ariane (en)                      | Массне, Жюль               |                                                                        |
| 1907 | «Арианна и Синяя Борода» | Ariane et Barbe-bleue (en)       | Дюка, Поль                 |                                                                        |
| 1909 | «Вакх»                   | Bacchus (en)                     | Массне, Жюль               |                                                                        |
| 1910 | «Дон Кихот»              | Don Quichotte                    | Массне, Жюль               |                                                                        |
| 1911 | «Испанский час»          | L’heure espagnole                | Равель, Морис              |                                                                        |
| 1914 | «Беатриче»               | Béatrice (en)                    | Мессаже, Андре             |                                                                        |
| 1917 | «Падение дома Эшеров»    | La chute de la maison Usher (en) | Дебюсси, Клод              | Композитор работал над ней в 1908—1917 годах. Опера не была закончена. |
| 1917 | «Клеопатра»              | Cléopâtre (en)                   | Массне, Жюль               | Премьера состоялась через 2 года после смерти композитора.             |
| 1922 | «Амадис»                 | Amadis (en)                      | Массне, Жюль               | Премьера состоялась после смерти композитора.                          |
| 1928 | «Покинутая Ариадна»      | L’abandon d’Ariane (en)          | Мийо, Дариюс               |                                                                        |
| 1927 | «Антигона»               | Antigone (en)                    | Онеггер, Артюр             |                                                                        |
| 1930 | «Христофор Колумб»       | Christophe Colomb (en)           | Мийо, Дариюс               | Премьера состоялась в Берлине в немецком переводе                      |
| 1937 | «Орлёнок»                | L’aiglon (en)                    | Онеггер, Артюр и Ибер, Жак |                                                                        |
| 1937 |                          | Alexandre bis (en)               | Мартину, Богуслав          |                                                                        |
| 1954 | «Капризы Марианны»       | Les caprices de Marianne (en)    | Соге, Анри                 |                                                                        |
| 1961 | «Ариадна»                | Ariane (en)                      | Мартину, Богуслав          |                                                                        |
| 2000 | «Любовь издалека»        | L’amour de loin (en)             | Саариахо, Кайя             |                                                                        |

### XXI век
| Год  | Русское название | Французское название | Композитор     | Примечание |
| ---- | ---------------- | -------------------- | -------------- | ---------- |
| 2006 | «Адриана Матер»  | Adriana Mater (en)   | Саариахо, Кайя |            |
| 2007 | «Сирано»         | Cyrano (en)          | Дэвид Дикьера  |            |